# Катја Касин
Катја Касин (Лајпциг, 24. септембар 1979) је немачка порно глумица.

## Каријера
Пре него што је почела да се бави глумом, радила је као стриптизета. Своју прву сцену снимила је у мају 2002. године. У Сједињене Државе је стигла 2003. године када је претходно контактирала своју познаницу Дру Беримур (енг. Dru Berrymore), такође немачку порно глумицу. За првих месец дана рада у Америци снимила је 25 сцена. У својој каријери снимила је преко 700 филмова. Позната је по сценама оралног, аналног секса, дупле пенетрације и групног секса. Важи за једну од највећих порно глумица свих времена.